# Mysidia andes
Mysidia andes är en insektsart som beskrevs av Broomfield 1985. Mysidia andes ingår i släktet Mysidia och familjen Derbidae. Inga underarter finns listade i Catalogue of Life.